# سوسمارماهی پیکان‌دندان
سوسمارماهی پیکان‌دندان (نام علمی: Synodus doaki) نام یک گونه از خانواده سوسمارماهیان است.